# 't Krotje
 't Krotje (officieel Moderne Jeugd en Jongeren Sociëteit MJJS) was tussen 1959 en 1966 een jongerencentrum in Groningen gevestigd in een oude boerderij aan de Helper Westsingel 92-94 in de wijk Helpman. Het gebouw was een deels verkrotte en onbewoonbaar verklaarde boerderij (vandaar de naam) met twee kamers, bedstee in binnenplaatsje, die op de nominatie stond gesloopt te worden voor nieuwbouw, die echter keer op keer werd uitgesteld. Na de zelf bekostigde verbouwing van een belendende gesloten plasticfabriek ontstond een zaal waar ongeveer 1000 mensen in konden. Het lustrumjubileum werd opgeluisterd door een optreden van The Scorpions.
Het was de een van de eerste plekken in Groningen, waar jongeren zonder toezicht bij elkaar konden komen; dat wil zeggen, de dagelijkse leiding was "in handen van" de 19-jarige Krijn Veuger.